# Neozavrelia fuldensis
Neozavrelia fuldensis är en tvåvingeart som beskrevs av Ernst Josef Fittkau 1954. Neozavrelia fuldensis ingår i släktet Neozavrelia och familjen fjädermyggor. Inga underarter finns listade i Catalogue of Life.